# Vladimír Jánoš
Vladimír Jánoš, född den 23 november 1945 i Prag i Tjeckien, är en tjeckoslovakisk roddare.
Han tog OS-brons i fyra utan styrman i samband med de olympiska roddtävlingarna 1972 i München.